# Riley Lake, Kenora District
Riley Lake är en sjö i Kanada.   Den ligger i Kenora District och provinsen Ontario, i den sydöstra delen av landet, 1 500 km väster om huvudstaden Ottawa. Riley Lake ligger 360 meter över havet. Den ligger vid sjön Gibi Lake.
I omgivningarna runt Riley Lake växer i huvudsak blandskog. Trakten runt Riley Lake är nära nog obefolkad, med mindre än två invånare per kvadratkilometer.